# Lysimelia lysimeloides
Lysimelia lysimeloides là một loài bướm đêm trong họ Erebidae.